# ヴィルヘルミーネ・フォン・ヘッセン＝カッセル

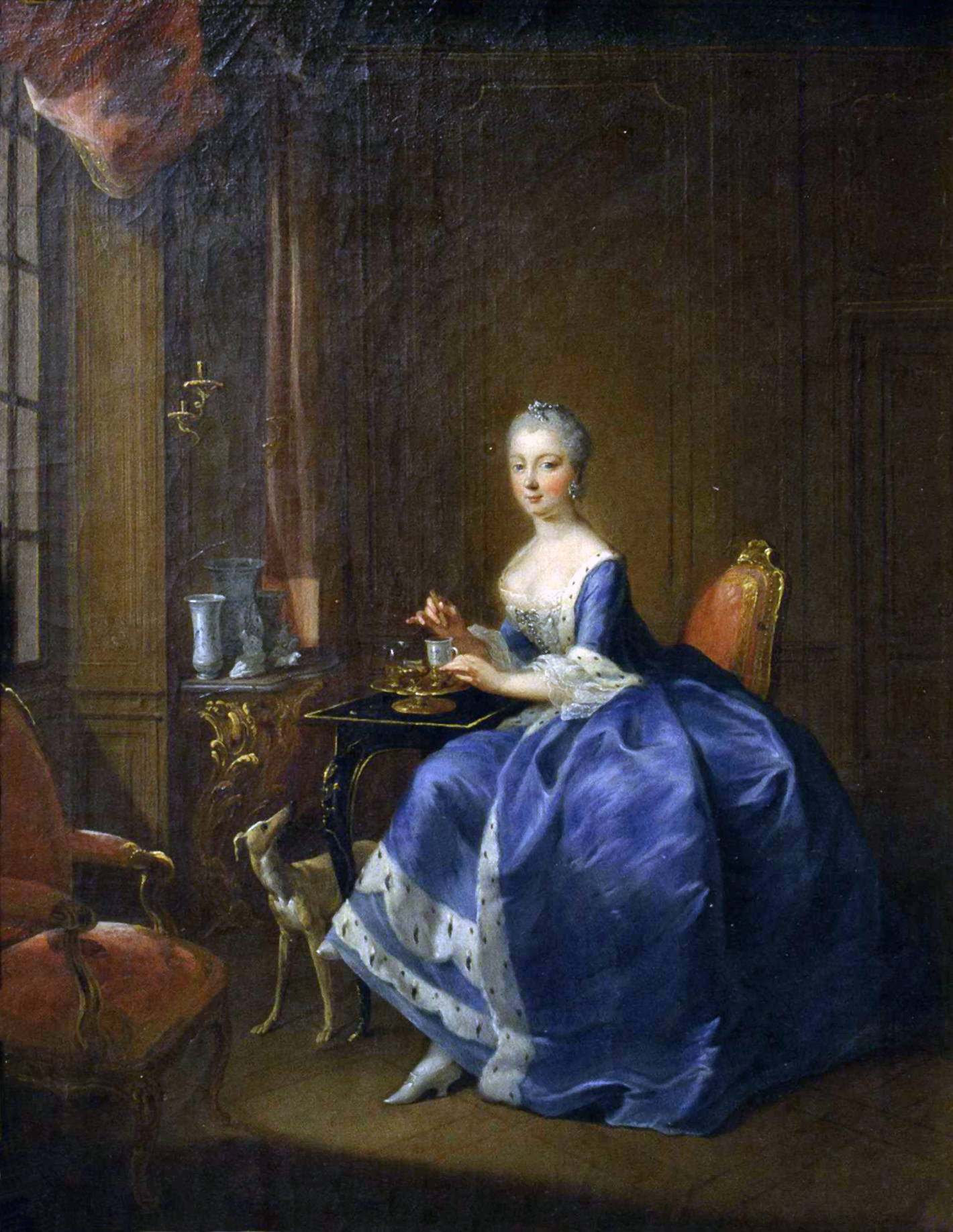
ヴィルヘルミーネ・フォン・ヘッセン＝カッセル

ヴィルヘルミーネ・フォン・ヘッセン＝カッセル（ドイツ語：Wilhelmine von Hessen-Kassel, 1726年2月25日 - 1808年10月8日）は、ハインリヒ・フォン・プロイセンの妃。

## 生涯
ヴィルヘルミーネはスウェーデン王フレドリク1世やヘッセン＝カッセル方伯ヴィルヘルム8世の弟マクシミリアン・フォン・ヘッセン＝カッセルの娘である。母フリーデリケ・シャルロッテ・フォン・ヘッセン＝ダルムシュタットはヘッセン＝ダルムシュタット方伯エルンスト・ルートヴィヒの娘であった。ヴィルヘルミーネは多くの魅力を備えた背の高い美しい女性であるといわれた。
1751年、ヴィルヘルミーネは将来の夫ハインリヒ・フォン・プロイセンとカッセルで会った。2人の結婚式は1752年6月25日にシャルロッテンブルク宮殿で行われ、ハインリヒは自身の宮廷を持つことを許された。ハインリヒは兄たちに、自らが王の捕われの身から結婚の捕われの身へとなったと述べている。宮廷全体がヴィルヘルミーネの行動を監視していたが、ヴィルヘルミーネは一貫して友好的な態度を示し、常に機嫌が良いように振る舞うよう心がけたため、うわさ話の標的となることはなかった。夫婦はラインスベルク城やベルリンに居を構えた。
子供のいなかった夫妻は、ヴィルヘルミーネの不倫疑惑により1766年に最終的に別居することとなった。実際には、夫ハインリヒの方が何人かの側近の男性に興味を持っていたのであった。これ以降、ウィルヘルミーネはベルリンのハインリヒの宮殿（現在のフンボルト大学の本館）の翼館の1つに居を構えたが、夫ハインリヒは別の翼館に自分の部屋を持つようになった。夫婦関係は常に疎遠であったが、ヴィルヘルミーネは夫の兄弟姉妹とは良好な関係を保った。義兄の妃ルイーゼが1761年以降多くの子供を産んだとき、侍従のレーンドルフ（de）は、ヴィルヘルミーネや義兄の妃エリーザベト・クリスティーネにとって「恥ずべきことである。なぜなら、彼女たちはこのような（子供をたくさん産む）状況になく、そのような状況に陥る見込みさえないからである」と記している。
1806年にナポレオンがベルリンを占領したとき、当時80歳であったヴィルヘルミーネはベルリンにとどまった数少ない王族の一人であった。